# Hoa cây ăn quả

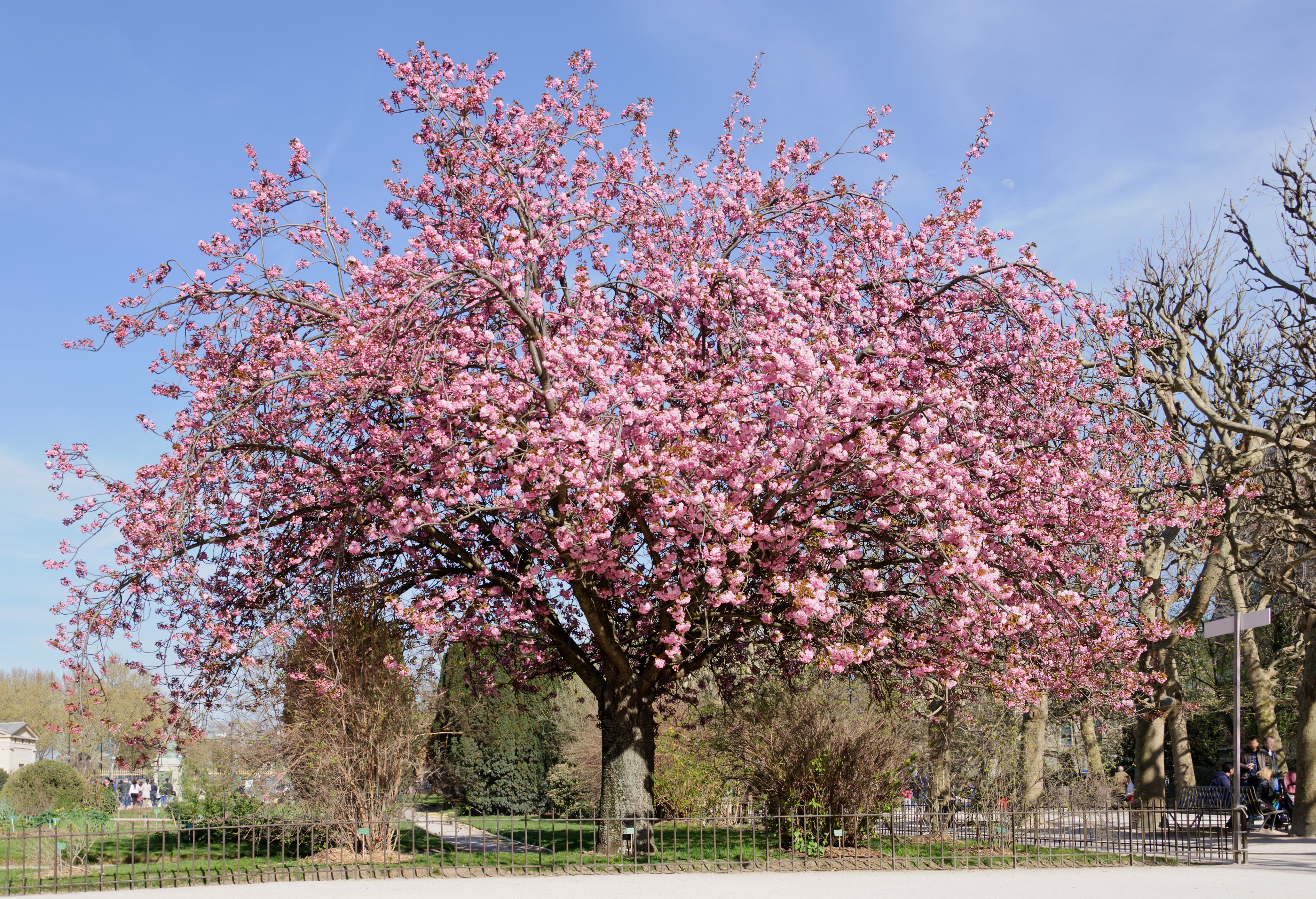
Hoa anh đào ở Paris nở rộ.

Trong thực vật học, blossom là hoa của cây ăn quả quả hạch (chi Prunus) và của một số cây khác có hình dáng tương tự mà hoa nở rộ trong một khoảng thời gian vào mùa xuân.
Thông thường, hoa của các loài cam cũng được gọi là như vậy. Hoa đào (bao gồm cả mật hoa), hầu hết hoa anh đào và một số hoa hạnh nhân thường có màu hồng. Hoa mận, hoa táo, hoa cam, một số hoa anh đào khác, và hầu hết hoa hạnh nhân đều có màu trắng.
Blossom cung cấp phấn hoa cho các loài thụ phấn như ong và bắt đầu thụ phấn chéo cần thiết cho cây sinh sản bằng cách tạo quả.
Blossom có xu hướng rụng cánh hoa sau các đợt gió, thường bao phủ mặt đất xung quanh dưới chân gốc hoa. Thuộc tính này có xu hướng phân biệt cây blossom với các cây có hoa khác.

## Dùng làm thảo dược
Người Phoenicia cổ đại đã sử dụng hoa hạnh nhân với mật ong và nước tiểu như một loại thuốc bổ, và rắc chúng vào các món hầm và món súp để cung cấp sức mạnh cơ bắp. Cánh hoa được nghiền nát cũng được sử dụng như một loại thuốc đắp lên các vết nám da hoặc trộn với dầu chuối, đắp cho da khô và cháy nắng.
Trong các loại thảo mộc cổ xưa, táo cua được sử dụng để điều trị mụn nhọt, tụ mủ, vết thương, ho, cảm lạnh và một loạt các bệnh khác từ mụn trứng cá đến bệnh thận. Nhiều món ăn được làm bằng táo và hoa táo có nguồn gốc từ thời trung cổ. Vào mùa xuân, các nhà sư và thầy thuốc sẽ thu thập những bông hoa và bảo quản chúng trong giấm để đắp lên chỗ bị sưng, bị ong đốt và các vết do côn trùng cắn khác.
Vào thế kỷ 17, hoa anh đào Ý đã được làm thành một loại thuốc đắp cho vết bầm tím, phát ban, chàm, vết bầm và vết chích.
Trong y học Hy Lạp cổ đại hoa mận được sử dụng để điều trị chảy máu nướu, loét miệng và thắt chặt răng lỏng lẻo. Hoa mận trộn với lá xô thơm và hoa được sử dụng trong việc làm rượu nho hoặc rượu cỏ nhác làm nước súc miệng để làm dịu cơn đau họng và bệnh về miệng và làm dịu mùi hôi miệng.

## Hình ảnh

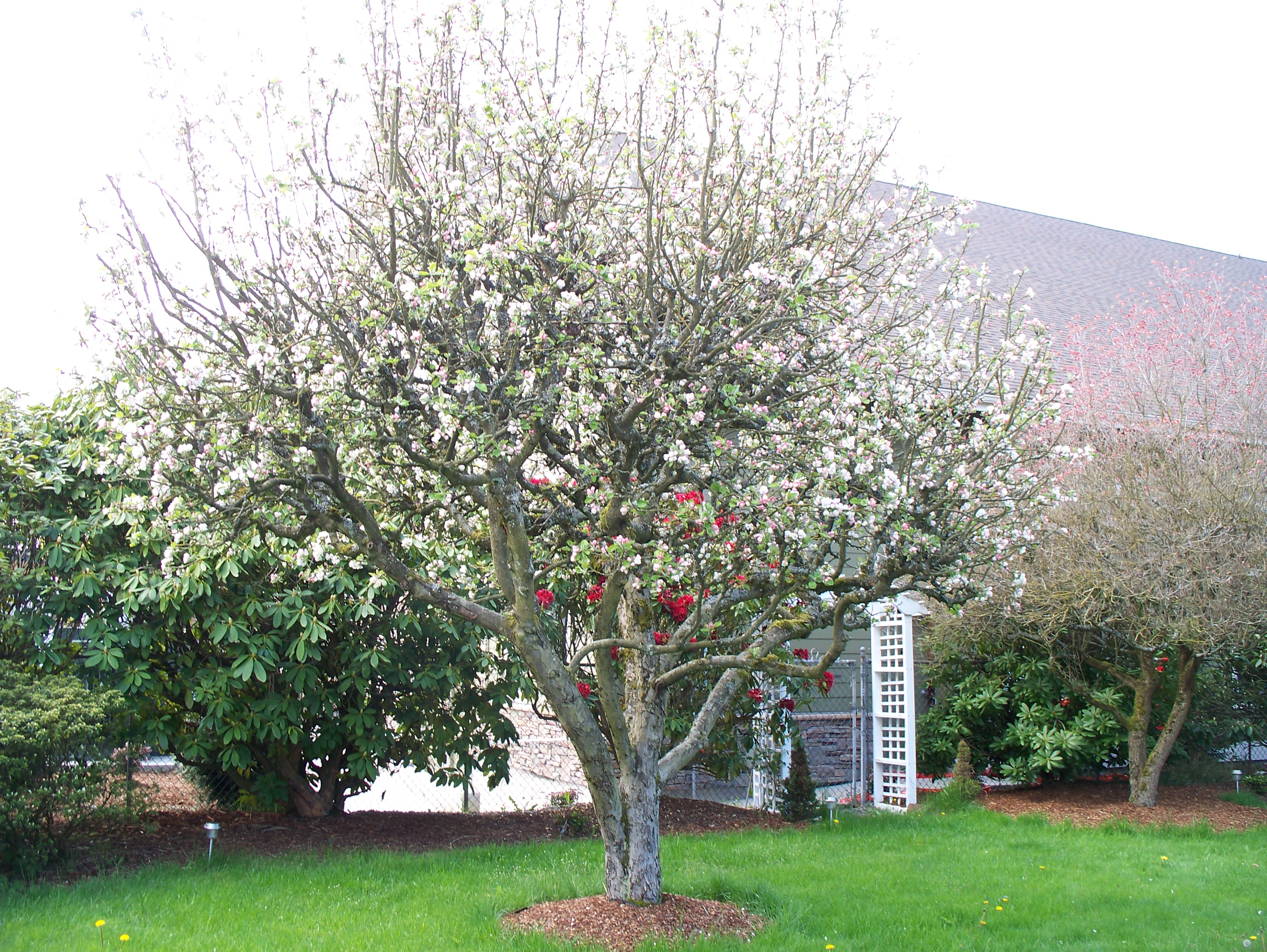
Hoa táo nở rộ.
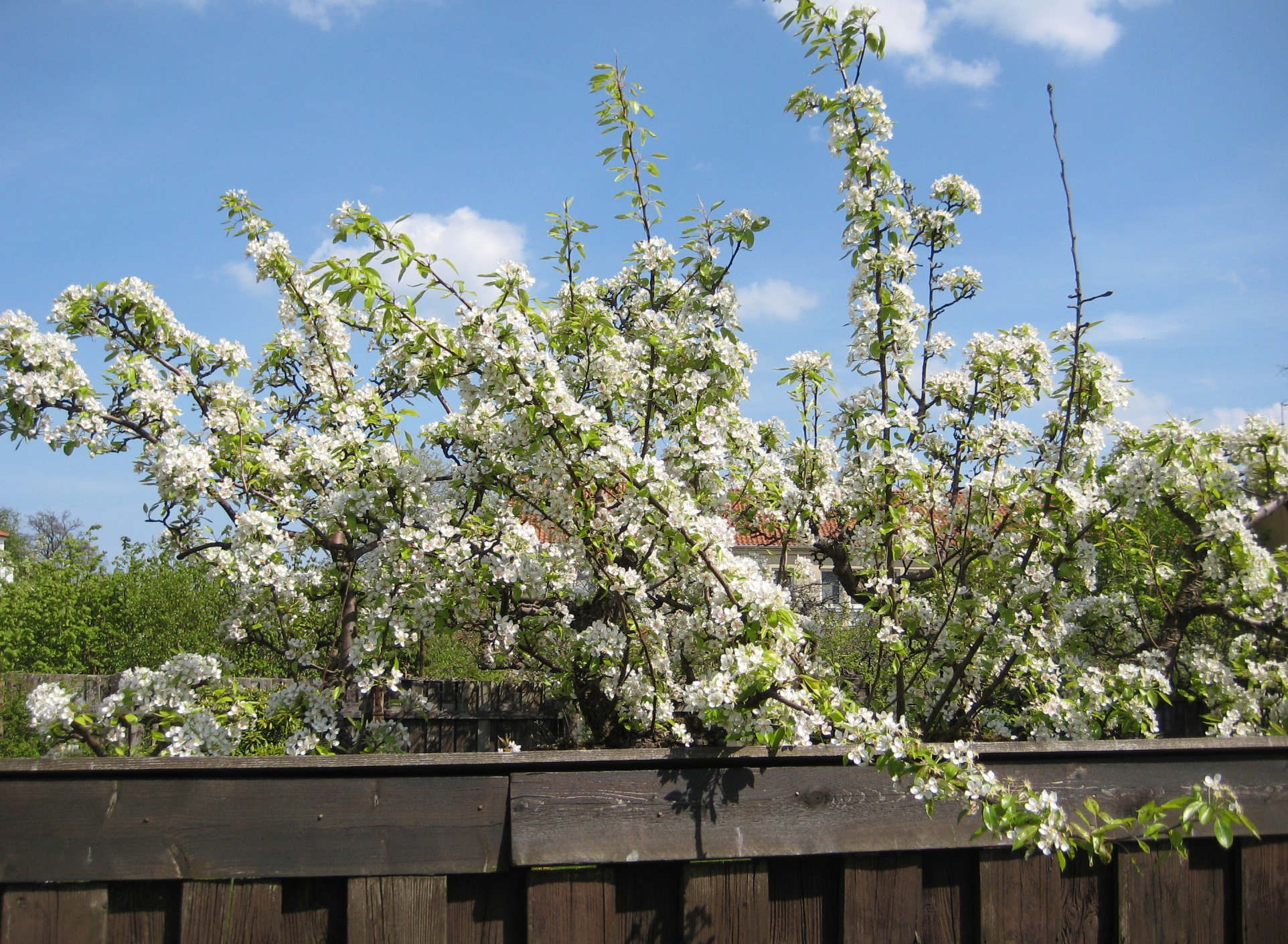
Hoa lê nở rộ.
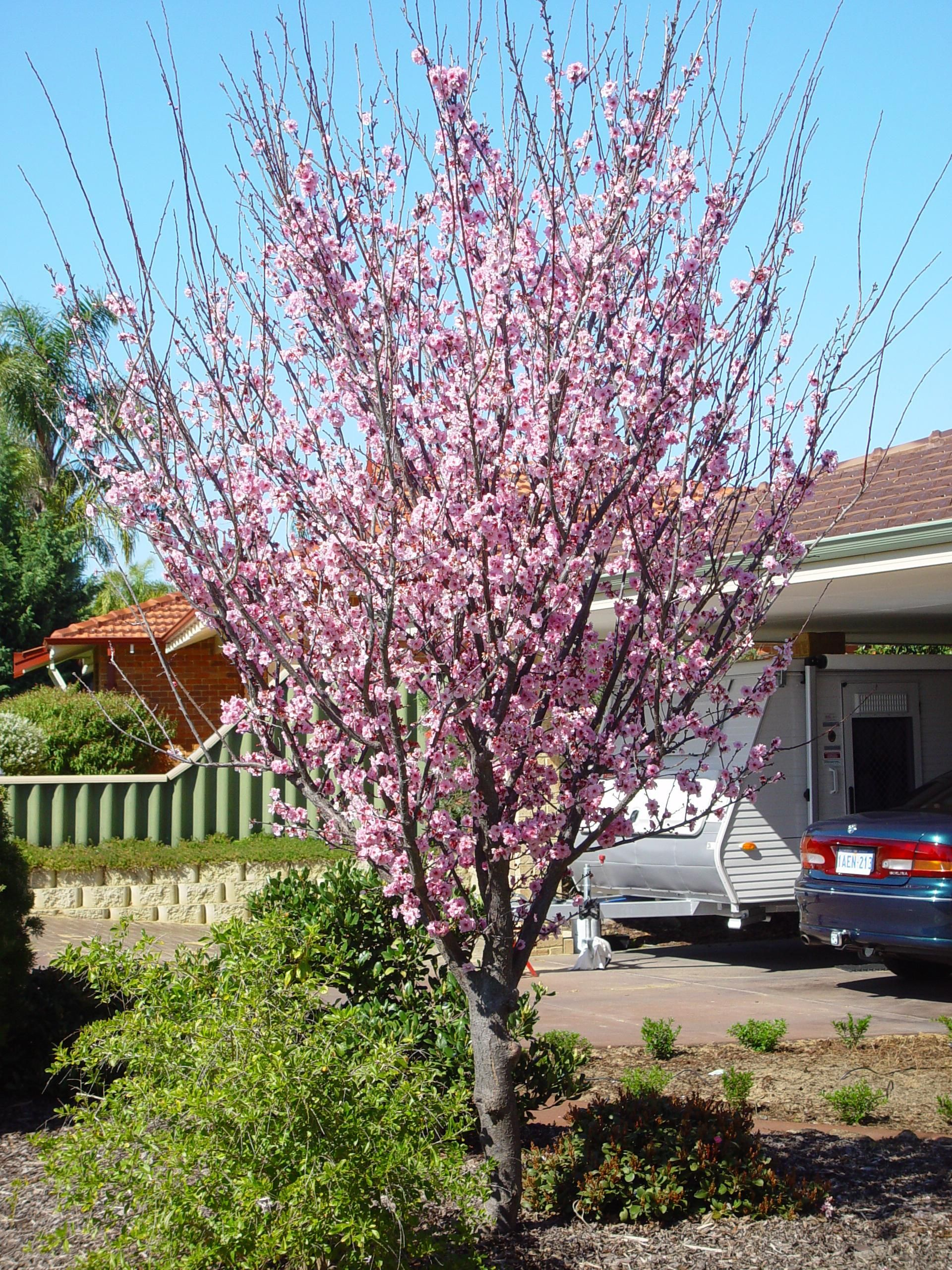
Hoa mận nở rộ.
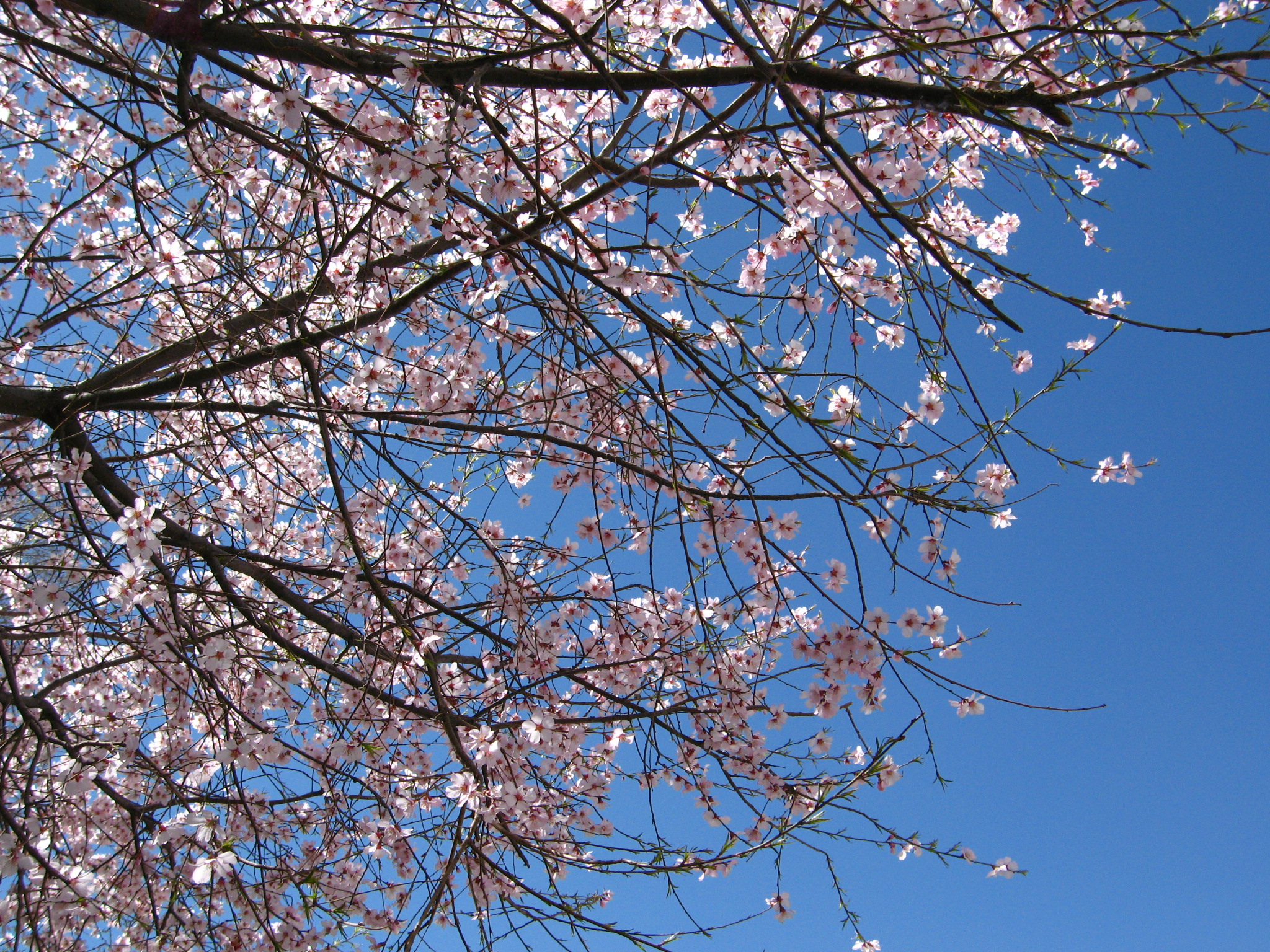
Hoa anh đào nở rộ.
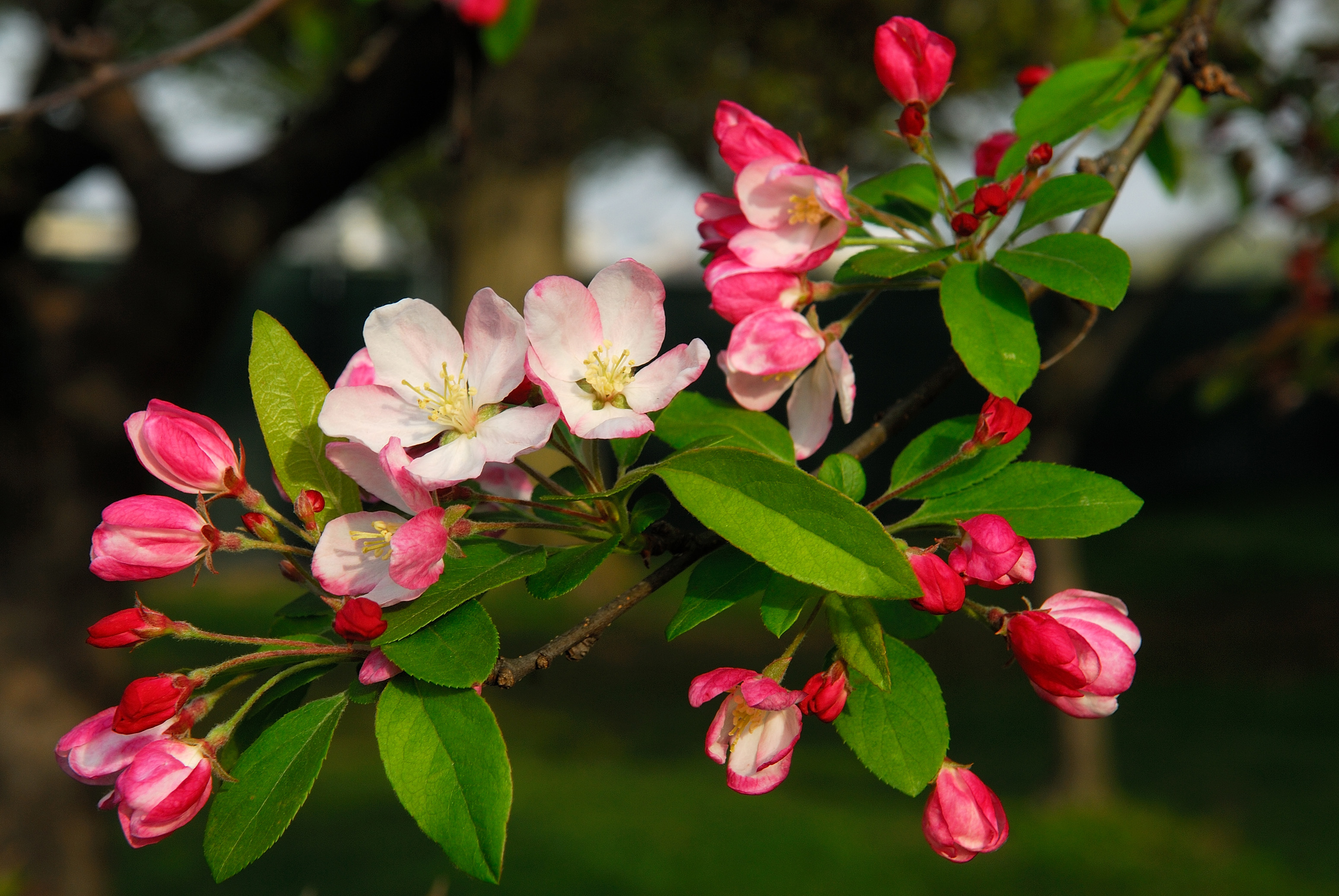
Hoa hải đường
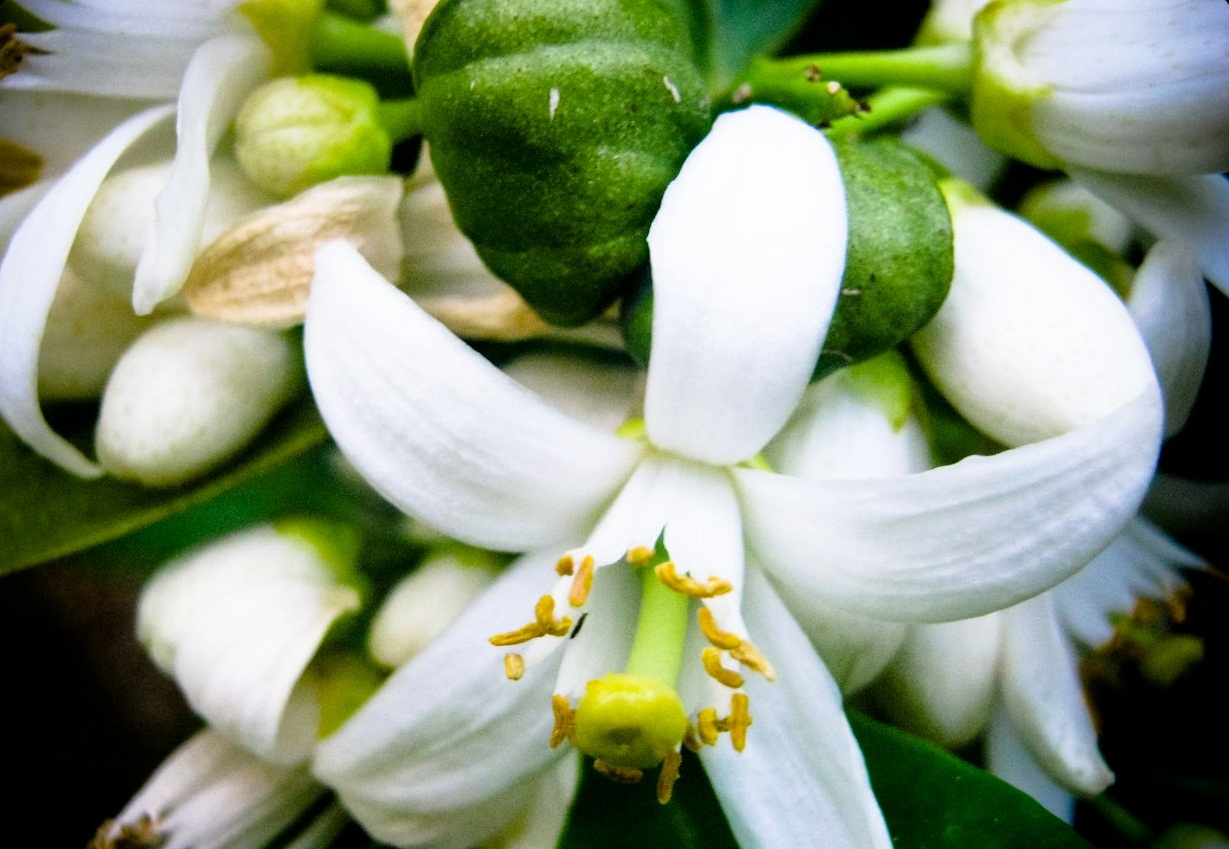
Hoa chanh vàng.
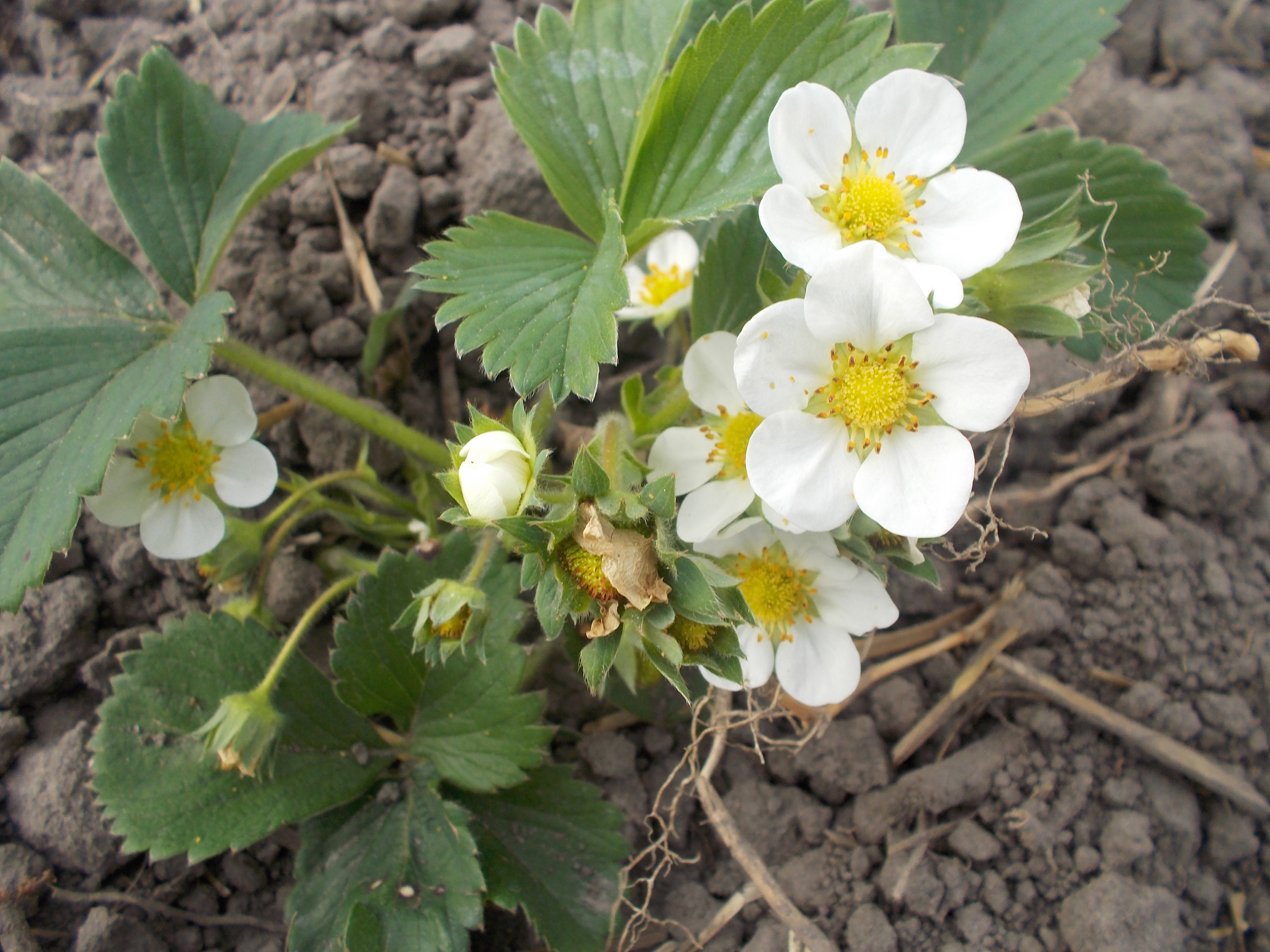
Hoa dâu tây
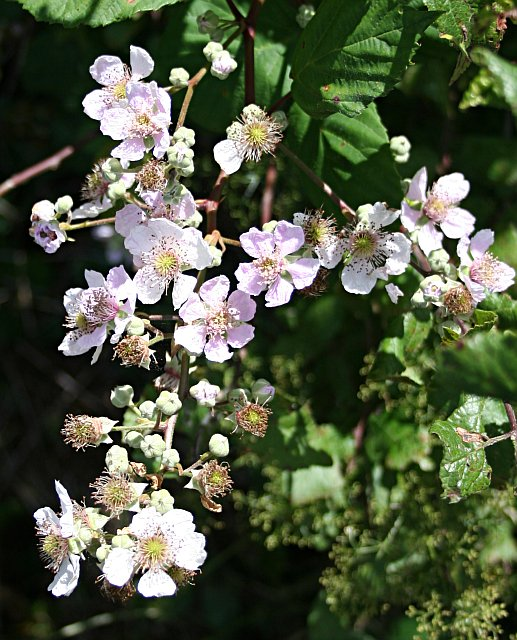
Hoa mâm xôi.
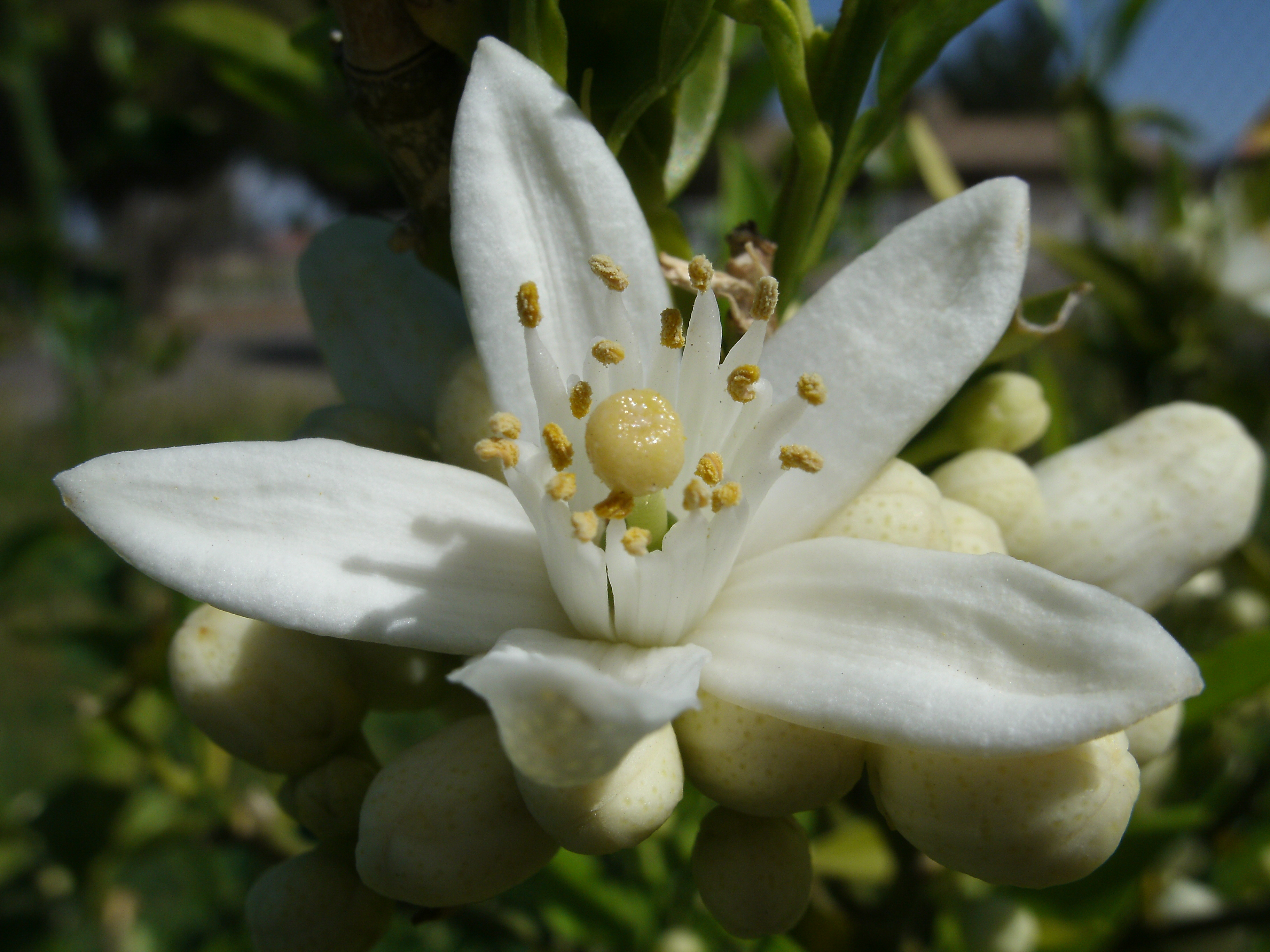
Hoa cam
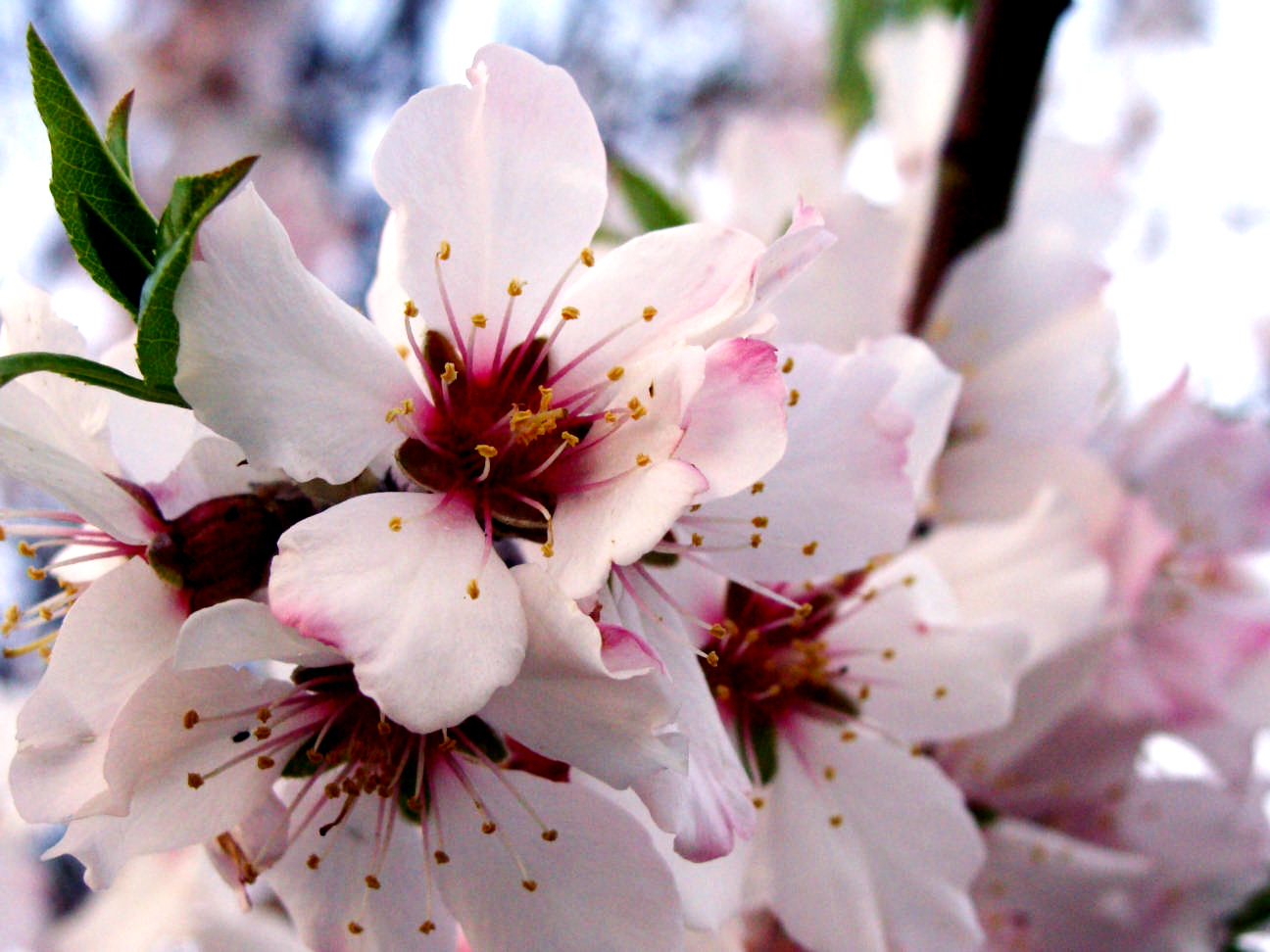
Hoa hạnh nhân